# 善耆

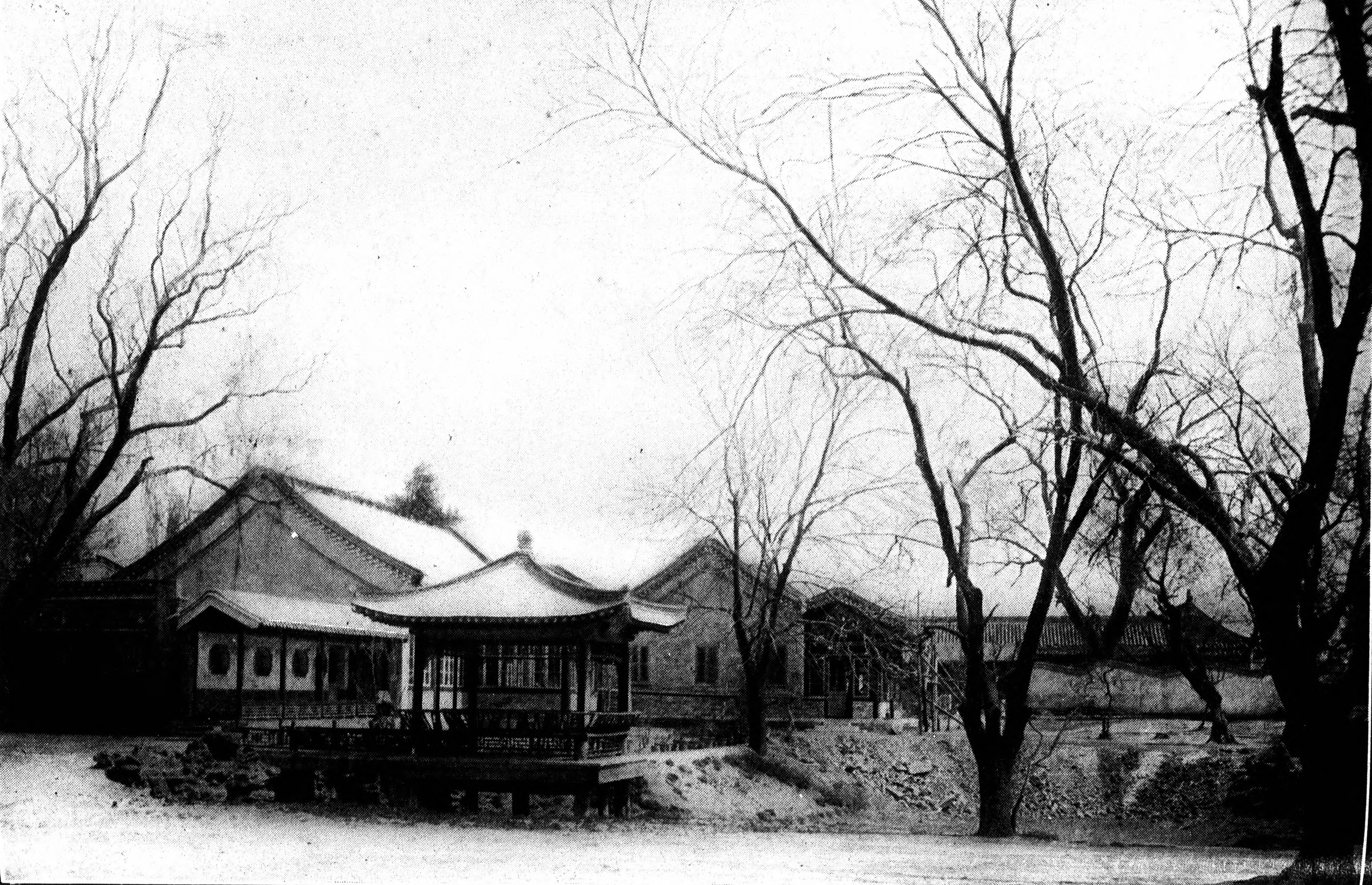
北京肅親王府

善耆（1866年10月5日—1922年3月29日）字艾堂，愛新覺羅氏，滿洲鑲白旗人，第十代肅親王，晚清皇族重臣，慶親王內閣閣員，政學會會員。

## 生平

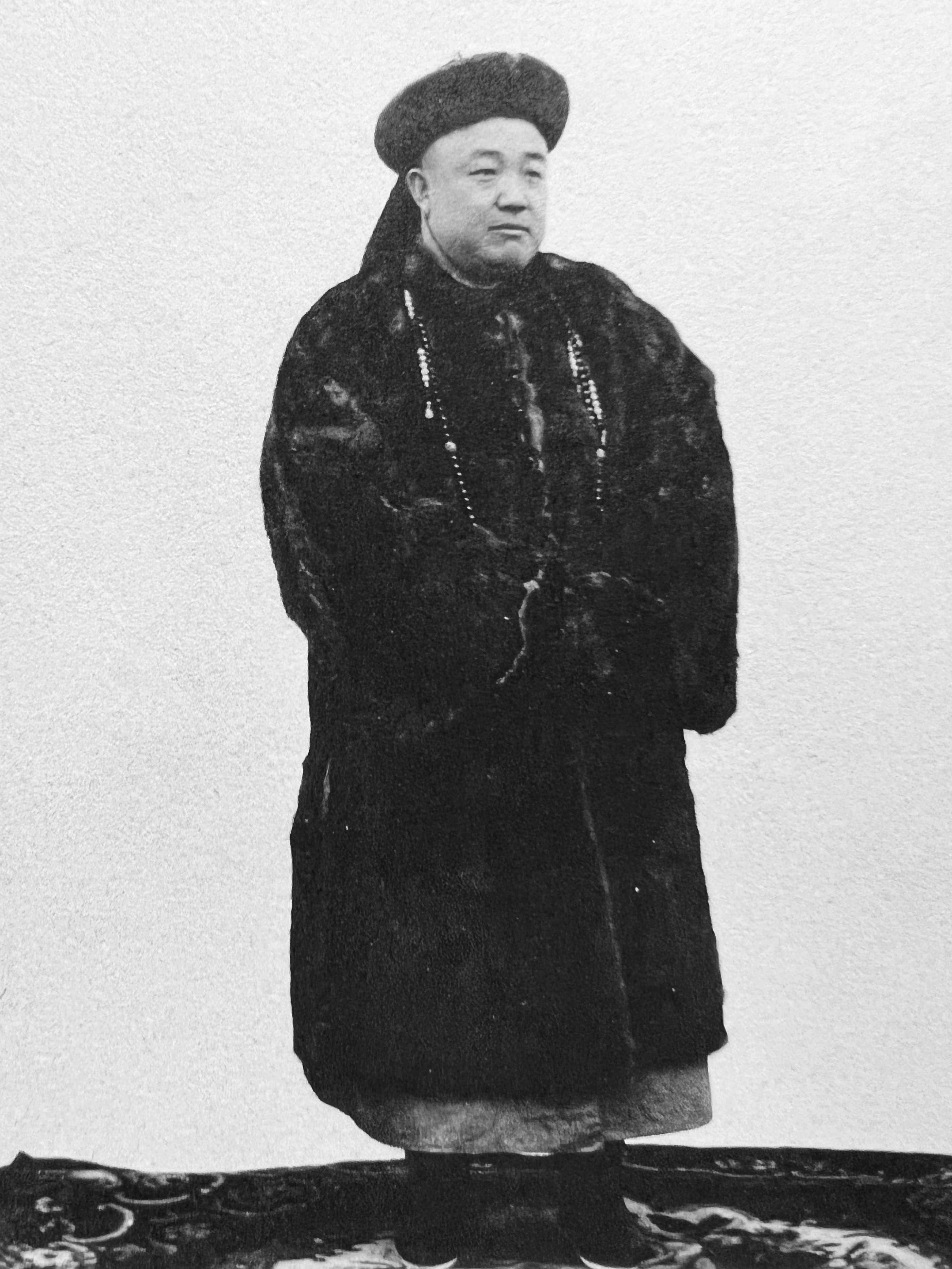
法国摄影师Firmin Laribe拍摄的善耆，着冬季裘袍装

同治五年（1866年）農曆八月二十七日生於北京，第十代肅親王，豪格後裔。
光绪十九年（1893），以镇国将军、乾清门侍卫、正白旗汉军副都统职衔出任光绪十九年顺天乡试左翼督察（载《順天鄉試同年齒錄: (光緖19年癸巳恩科)》，1893）。善耆歷任崇文門稅監、步軍統領、民政部尚書。是中國現代警察制度的締造者之一。清末贊成立憲運動，光緒帝之末將發而未動，內心同情革命。宣統初年，親訊謀刺監國攝政王的汪兆銘之後免除其死刑（其間默許陳璧君探監），被攝政王質問。辛亥革命後，为宗社党骨幹，1912年拒絕在袁世凱要求的清帝退位詔書上簽字，後逃至日本租借地關東州旅順（今大連市）。1917年張勳復辟前後，兩次發起滿蒙獨立運動，均以失敗告終。
1922年病逝於旅順，運回北京肅親王墓地安葬（据载，善耆之墓在其先祖显谨亲王衍璜墓旁，位于今潘家园东里3号楼东侧，那里共有四座肃亲王系坟，衍璜（又衍潢）墓是这中唯一有地面建筑保存的）。遜帝追諡為忠，史稱肅忠親王。愛好京劇。

## 妻妾
- 嫡福晋赫舍里氏，正蓝旗满洲、宁夏将军富尔嵩阿之孙女，直隸通永兵備道英良之女；姑母赫舍里氏，嫁正蓝旗满洲、嘉慶庚辰科進士費莫氏文蔚（胞兄道光癸未科進士文懿），其子咸豐二年壬子科進士志和。
- 侧福晋程佳氏，庆荣之女。原為媵妾，光緒二十四年晉封為側福晉[1]。
- 侧福晋佟佳氏，文玉之女。原為媵妾，光緒二十八年晉封為側福晉[2]。
- 侧福晋姜佳氏，承恩之女。原為媵妾，光緒二十八年晉封為側福晉[2]。
- 侧福晋张佳氏，福荣之女。
- 妾李佳氏，李大之女。
- 妾张佳氏，张百寿之女。

## 子女

#### 儿子
- 長子：憲章（1885-1947）（嫡福晉赫舍里氏生）善耆长子，憲章將次女廉鋁過繼給川島浪速，改名川島廉子。
  - 孫女：川島廉子（原名廉鋁，1913-1994），1940年和薛永恩結婚，育有四子三女
- 次子：憲德（嫡福晉生）；妻費莫氏，其父正蓝旗满洲瑞齡（知府、大清銀行職員），祖父杭州將軍古尼音布。
- 三子：憲平（第一側妃生）
- 四子憲常早夭（第一側妃生）
- 五子：憲宜（第一側妃生）
- 六子：憲英（第二側妃生）
- 七子：金壁東（原名憲奎，第一側妃生）
- 八子：憲真（嫡福晉生）
- 九子：憲貴（第二側妃生）
- 十子：憲邦（第三側妃生）
- 十一子：憲原（第二側妃生）；妻完顏氏，祖父內務府鑲黃旗滿洲、同治戊辰科進士嵩申。
- 十二子：憲均（第二側妃生）
- 十三子：憲雲（第三側妃生）
- 十四子：憲立（第四側妃生）；曾担任满洲国黑龍江省城市政局局長
- 十五子：憲久（第三側妃生）
- 十六子：憲方（第四側妃生）
  - 孫子：连经
- 十七子：憲基（第四側妃生）
- 十八子：憲開（第四側妃生）
- 十九子：憲容（第四側妃生）
- 二十子早夭（第四側妃生）
- 二十一子：宪东（第四側妃生）；参加过中国共产党领导的地下抗日运动，1978年退休后享受地专级待遇

#### 女儿
- - 長女：顯宜（嫡福晉生）；夫镶蓝旗汉军、候选知府尚久勤（其父光緒壬辰科進士尚其亨）。
  - 次女：顯珥（嫡福晉生）；夫镶黄旗满洲裕瑚魯氏熙庸，任职大连南满州铁道株式会社（其父四川布政使尹良，曾祖道光十六年（1836年）丙申恩科进士承齡）。
  - 三女：顯珊（善耆與嫡福晉侍女生，出生不久母病逝，納入第一側妃系譜）
  - 四女早夭（第一側妃生）
  - 五女早夭（第一側妃生）
  - 六女早夭（第一側妃生）
  - 七女：顯琪（第三側妃生）；夫镶黄旗蒙古羅際駪（父陕甘总督多罗特氏升允）。
  - 八女早夭（庶妾生）
  - 九女：顯玖（第三側妃生）
  - 十女：顯瑡（第二側妃生）
  - 十一女早夭（庶妾生）
  - 十二女：顯珴（第二側妃生）
    - 外孫女：金若静

  - 十三女：顯琮（第三側妃生）
  - 十四女：川島芳子（原名顯玗，第四側妃生）
  - 十五女：顯玽（第二側妃生）
  - 十六女：顯瑠（第四側妃生）
  - 十七女：金默玉（原名顯琦，第四側妃生）

## 肃亲王府
- 旧王府：顺治年间建造的肃亲王府位于现北京市东城区正义路东侧正义路2号，历代袭王均以此为邸府。光绪二十六年（1900年），义和团运动兴起，6月24日，肃亲王善耆携家人趁混乱 逃离肃亲王府。王府因地处东郊民巷溪口，驻京外国人员和中国教徒占据肃王府，修筑工事，抗拒义和团。光绪二十七年（1901年）清廷被迫签订《辛丑条约》，根据条约扩大东交民巷使馆区，肃王府沦为日本使馆。
- 新王府：1901年 ，善耆随慈禧皇太后回到北京时，在东城区北新桥南船板胡同内 （今东四十四条西头路北）重新建造新王府，规模二百多间，由几个大的四合院组成。院内有两层楼房，法式客厅和花园， 安装了发电设备和自来水。 新王府虽有二百多间，但已不是按照王府规制建造。日伪时期新肃亲王府在被日本人占用。1947年被善耆十九子宪容和善耆长子宪章一起出面卖给法国天主教神学院。1949年，该处被政府没收，一部分被改造后用来办制造袜子工厂， 一部分成为居民住宅。
- 旅顺肃亲王府：民国后，善耆前往旅顺居住， 1922年病死在旅顺。旅顺肃亲王府现属部队驻地。